# Org-mode
El modo Org (en inglés, Org-mode) es un modo de edición del editor de texto Emacs mediante el cual se editan documentos jerárquicos en texto plano.  
Su uso encaja con distintas necesidades, como la creación de notas, la gestión de tareas, la planificación de proyectos e incluso la escritura de páginas web. Posee numerosas conveniencias para estos fines; por ejemplo, los elementos to-do (cosas por hacer) pueden disponer de prioridades y fechas de vencimiento, pueden estar subdivididos en subtareas o en listas de verificación, y pueden etiquetarse o dársele propiedades. También puede generarse automáticamente una agenda de las entradas con tareas pendientes.
La mayor parte del comportamiento del modo Org puede personalizarse mediante los procedimientos habituales en Emacs (es decir, estableciendo directamente el valor de las variables en lenguaje Elisp o utilizando la interfaz de usuario Customize).
Desde la versión 22 de GNU Emacs, el modo Org es parte de su distribución oficial, aunque también está disponible su instalación utilizando repositorios externos para los usuarios que prefieren disponer de las últimas novedades. 

## Integración
El modo Org se puede integrar con
- La BBDB de Emacs para enlazar con los detalles de contactos del usuario.
- Navegadores Web como Firefox, para seguir URL.
- El modo Remember para la toma rápida de notas e ideas, pensamientos o enlaces, y después editarlas, categorizarlas o ficharlas adecuadamente.
- Los clientes de correo y noticias de Emacs, tales como Gnus, VM y Wanderlust, para enlazar con mensajes de correo o de noticias.
- El teléfono móvil o celular a través de MobileOrg para: 
  - Iphone/Ipod https://web.archive.org/web/20100323140800/http://mobileorg.ncogni.to/ y
  - Los teléfonos basados en Android https://web.archive.org/web/20100204115729/http://wiki.github.com/matburt/mobileorg-android/

También se puede usar para editar esquemas en ficheros que no sean .org.
(Algunas de las integraciones citadas requieren extensiones de terceros para el modo Org, siendo todas ellas Software Libre.)

## Registro de problemas distribuido
El modo Org se puede usar como un sistema distribuido de registro de problemas o fallos, si se almacenan los ficheros .org en un sistema de control de revisiones distribuido.  Los desarrolladores de la extensión org-babel usan el modo Org de esta manera para registrar los informes de fallos y las solicitudes de características.